# Diospyros malacothrix
Diospyros malacothrix är en tvåhjärtbladig växtart som beskrevs av André Joseph Guillaume Henri Kostermans. Diospyros malacothrix ingår i släktet Diospyros och familjen Ebenaceae. Inga underarter finns listade i Catalogue of Life.